# Škofija Golfe St-Laurent
Škofija Golfe St-Laurent je bivša rimskokatoliška škofija s sedežem v Baie-Comeauju (Kanada).

## Škofje
- Napoléon-Alexandre Labrie (24. november 1945-7. december 1956)
- Gérard Couturier (27. december 1956-29. februar 1960)